# Tanera Mòr
Tanera Mòr ist eine relativ flache, jetzt erneut unbewohnte Insel der Summer Isles (Innere Hebriden) an der Nordwestküste Schottlands.

## Etymologie
Tanera Mòr lautet im Schottisch-Gälischen Tannara Mòr. Das Adjektiv mòr bedeutet „groß“. Der Ursprung von tannara ist nicht klar, es wird jedoch angenommen, dass dieses Wort sich über Umwege aus dem Altnorwegischen hawnar-øy herleitet – was „Hafeninsel“ bedeutet. Tanera Mòr ist somit die „große Hafeninsel“.

## Geographie
Tanera Mòr ist die größte der Summer Isles und liegt am Nordausgang des Loch Brooms gegenüber der Ortschaft Polbain. Von der Nordspitze der Insel Cùl na Beinge bis zum Festland sind es genau 1000 Meter. Die Insel gehört zu den Summer Isles und ist somit ein Teil der Inneren Hebriden Schottlands. Sie war die letzte bewohnte Insel der Summer Isles, jedoch haben im Jahr 2014 die letzten Eigner Lizzie und Richard Williams, Tanera Mòr verlassen.
Tanera Mòr ist 3,1 Quadratkilometer groß und erreicht im Meall Mòr („Großer Hügel“) eine Höhe von 124 Meter über dem Meeresspiegel.
Die Insel hat in etwa die Gestalt eines L's, wobei der Nordnordost-streichende Westteil 2,5 Kilometer lang und knapp einen Kilometer breit ist. Der Südteil ist Ostsüdost orientiert, wird bis zu 750 Meter breit und trägt mittig die höchste Erhebung. Auf der Ostseite der Insel öffnet sich in Richtung Festland die Badentarbat Bay. Auf der Westseite liegt Tanera Beag, dazwischen befinden sich 9 kleinere Inseln und zahlreiche Skerries.
Ausgehend vom Ankerplatz An Acarsaid an der Ostseite sind es 3,3 Kilometer nach Achiltibuie im Nordosten (Angaben alles Luftlinie), 2,8 Kilometer zur Nordspitze von Horse Island im Südosten, 6,7 Kilometer zum Ben More Coigach im Ostsüdosten, 4,2 Kilometer nach Eilean Dubh im Südsüdwesten, 2,8 Kilometer nach Tanera Beag im Westen, 11,7 Kilometer nach Isle Martin im Südosten und 18,3 Kilometer nach dem ebenfalls im Südosten gelegenen Ullapool.

### Hydrographie
Im Zentralteil der Insel finden sich ein paar kleinere Seen wie beispielsweise der Loch Ard und ein ihm nördlich vorgelagerter See, ferner der Loch Allt a’ Mhuilinn und sogar ein kleiner Gezeitensee an der Südostspitze. Kleinere Wasserläufe sind ebenfalls vorhanden. So drainiert der Allt a’ Mhuilinn den Loch Allt a’ Mhuilinn nach Norden in die Bucht zwischen Eilean na Saille und Tanera Mòr.

## Geologie

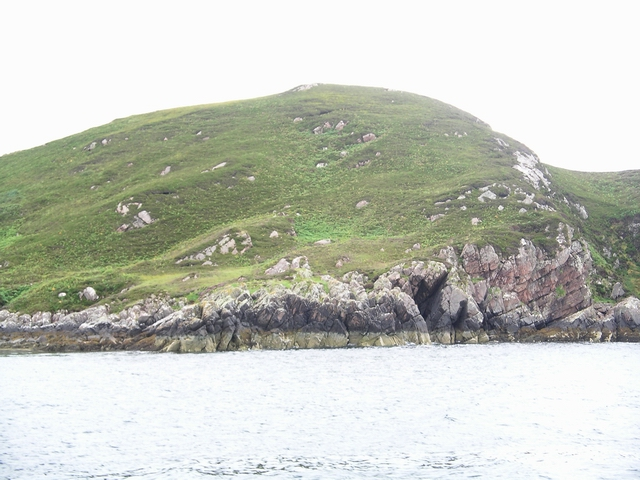
Die Nordspitze Cùl na Beinge. Gut zu erkennen das Einfallen der Aultbea-Formation mit 30 ° nach Südost.

Tanera Mòr wird vollständig von den neoproterozoischen Sedimentgesteinen der Aultbea-Formation überlagert. Die Aultbea-Formation ist Teil der Torridonian Supergroup, genauer der Torridon Group. Sie gehört zum Hebriden-Terran oder zum Gruinard-Terran. Die Aultbea-Formation baut sich aus mittelkörnigen, roten Sandsteinen auf. Die insgesamt 1500 bis 2000 Meter mächtige Aultbea-Formation ist der unterlagernden Applecross-Formation recht ähnlich, sie ist aber generell feinkörniger (fein- bis mittelkörnig) und führt auch kaum Gerölle. Auch sie besitzt Verformungen des unverfestigten Sediments. Zum Hangenden werden die Korngrößen der Sandsteine immer feiner. Die Sandsteine streichen generell Nordost und fallen mit 25 bis 40° nach Südosten ein. Die Aultbea-Formation findet sich auch im Osten von Tanera Beag, auf den Skerries und setzt sich dann auf dem Festland bei Polbain in einem Band weiter nach Norden fort.
Die Sedimente wurden während des Devensians vom British Irish Ice Sheet überfahren und geschrammt, die zu erkennenden Richtungen deuten auf ein Vorrücken des Eisstroms nach Nordwest.
Angehobene quartäre Strandsedimente finden sich an mehreren Stellen auf Tanera Mòr. Das älteste und bedeutsamste Beispiel liegt direkt an der Anlegestelle im Osten, im Norden von Rubha Dubh, entlang der Westseite Caolas a’ Mhill Ghairbh und an zwei kleinen Buchten im Südosten. Ein größeres Torfvorkommen erscheint an der Nordwestecke. An zahlreichen Stellen treten über den Sandsteinen glaziale Ablagerungen auf, welche oft von Torf abgedeckt werden.
Tektonisch sind zwei etwas geschwungene Störungen anzuführen, welche den Nordwesten der Insel durchsetzen und Nordost bis Nordnordost orientiert sind.
Tanera Mòr war spätestens ab 14.200 Jahre vor heute wieder eisfrei.

## Ozeanographie

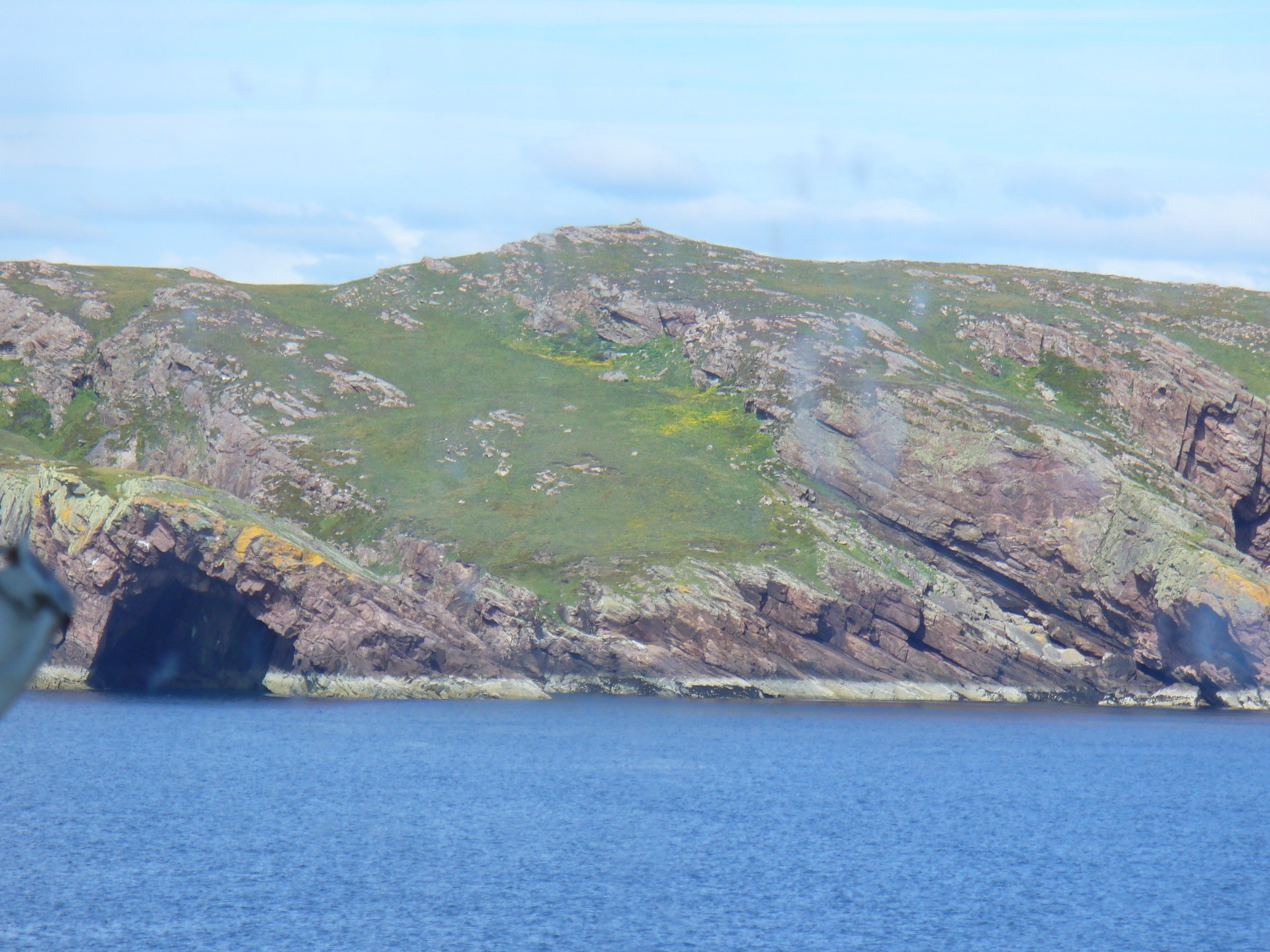
Die Südost-fallende Aultbea-Formation entlang der Südostseite der Insel. Bemerkenswert die große Höhle unten links.

Die auf der Ostseite der Insel in Richtung Festland liegende Badentarbat Bay ist bis auf eine zentrale Eintiefung recht flachgründig. Auch der Übergang zu Tanera Beag mit den vielen Inselchen ist nicht allzu tief. Im Südosten der Insel werden jedoch im Tanera Basin in Richtung Horse Island Tiefen bis über 100 Meter erreicht. Eine Besonderheit ist die zwischen Tanera Mòr und Eilean Dubh nach Nordwesten hindurch ziehende Martin Bank, die auf etwa 50 Meter Wassertiefe zu liegen kommt. Sie zeichnet sich durch eine Serie von 18, etwa Nordost-streichenden, oszillierenden Rückzugsmoränen aus, welche offensichtlich dem Wester Ross Readvance zuzurechnen sind. Die Moränen dürften zwischen 15.600 und 14.100 Jahre alt sein. Beeindruckend ist ferner eine Nordwest-streichende Megarille im Anstehenden der Martin Bank, die vom Eis eingraviert worden war und eindeutig die Bewegungsrichtung des Eisstroms im Anstehenden markiert. Die Moräne des Wester Ross Readvances kann auch auf dem Festland erkannt werden, wo sie vom Westhang des Ben More Coigachs kommend bis Achiltibuie zu verfolgen ist. Auf dem jetzigen marinen Bereich querte das damalige Eislimit sodann die Badentarbat Bay, durchquerte den Südosten von Tanera Mòr, legte sich um den Süden der Insel und steuerte die Ostseite von Eilean Dubh an.
Die Unterwassermoränen sitzen der Assynt Glacigenic Formation auf, die auch den großen Ostteil der Badentarbat Bay unterlagert und den Süden von Tanera Mòr bis Tanera Beag umrundet. Das Tanera Basin wird jedoch von der Annat Bay Formation unterlagert.

## Ökologie

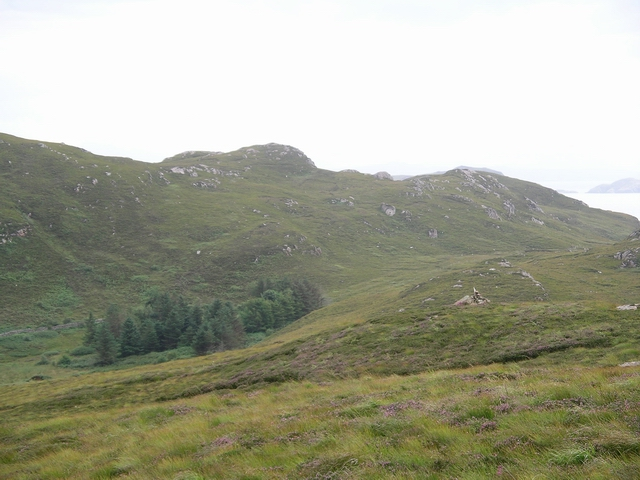
Kleines Waldstück zwischen der Anlegestelle und Mol Mor

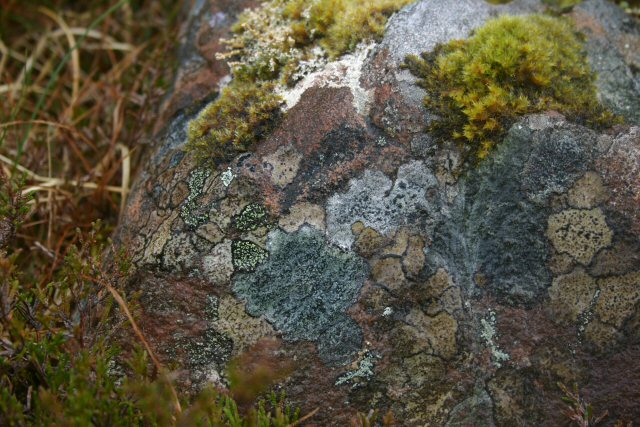
Flechten und Moose auf Tanera Mòr

Vom ursprünglichen Waldbestand der Insel ist so gut wie nichts mehr erhalten geblieben. Kleinere Waldreste mit vereinzelten Baum- und Strauchgruppen finden sich aber jetzt wieder schwerpunktmäßig in der Nähe der beiden Anlegestellen.
Da in den letzten 25 Jahren die Insel nicht mehr beweidet wurde, konnten sich die Wildblumen zu einer großen Artenvielfalt entwickeln. Hierunter sind vor allem die Knabenkräuter Dactylorhiza purpurella und die Grünliche Waldhyazinthe (Platanthera chlorantha) zu nennen. Fischotter (Lutra lutra) sind sehr aktiv und von den anderen Summer Isles kommen Seehund (Phoca vitulina) und Kegelrobbe (Halichoerus grypus) oft zu Besuch. Im Sommer können auch Riesenhai (Cetorhinus maximus) und Schweinswale (Phocoena phocoena) beobachtet werden. Bei den Vögeln sind Eiderente (Somateria mollissima), Graureiher (Ardea cinerea), Schottisches Moorschneehuhn (Lagopus lagopus scotica) und Mäusebussard (Buteo buteo) zu erwähnen.
Tanera Mòr ist ein integraler Bestandteil des Wester Ross Marine Protected Areas – ein Meeresschutzgebiet. Außerdem gehört die Insel zum Landschaftsschutzgebiet  Assynt-Coigach National Scenic Area.

## Geschichtliches
Tanera Mòr war einst ein Hafen des Heringsfischfangs, der leider den Verfall dieser Industrie erleben musste, welche auf ihrem Höhepunkt bis zu 120 Menschen beschäftigt hatte. In dieser Zeit bestanden zwei Ansiedlungen auf der Insel – Ardnagoine und Garadheancal.
Im Jahr 1881 lebten noch 118 Menschen auf Tanera Mòr, die bis 1931 – ein Jahr nach der Aufgabe von St. Kilda – alle verschwunden waren. Seitdem gab es keine permanente Besiedlung mehr. Volkszählungen ergaben für 1961 6 Einwohner, für 1981 8, keine im Jahr 1991, 5 für 2001 und 4 für 2011. Wie bereits erwähnt verließen die letzten beiden Einwohner die Insel im Jahr 2014.
Im Juni 2017 wurde die Insel von Ian Wace für 1,7 Millionen Pfund Sterling schließlich aufgekauft – deutlich weniger als der Marktpreis von 2,5 Millionen Pfund des Jahres 2013. Ian Wace beabsichtigt, ein vierjähriges Entwicklungs- und Restaurierungsprogramm zu beaufsichtigen – wodurch Tanera Mòr ein idyllischer Rückzugsort für bis zu 60 zahlende Gäste werden könnte.

## Infrastruktur
Tanera Mòr besitzt mittlerweile eine auf Lachse spezialisierte Fischfarm, eine kleine Segelschule, ein Kaffee bzw. Teashop und ein Postamt, das seit 1970 seine eigenen Briefmarken herausgibt. Vormals bestanden auf der Insel keinerlei Straßen oder Fahrwege – die einzige Ausnahme bildete ein Pfad, der um An Acarsaid („der Ankerplatz“) an der beschützten Bucht auf der Ostseite der Insel herumführte. Seit 2017 unterliegt die Insel jetzt jedoch stärkerer Wiederentwicklung. Dies führte unter anderem zum Neubau mehrerer Straßen. Wie auch die anderen Summer Isles kann Tanera Mòr von der Fähre Ullapool nach Stornoway gut gesehen werden. Die Insel selber kann mit dem Boot von Achiltibuie oder von Ullapool aus angelaufen werden.

## Photogalerie

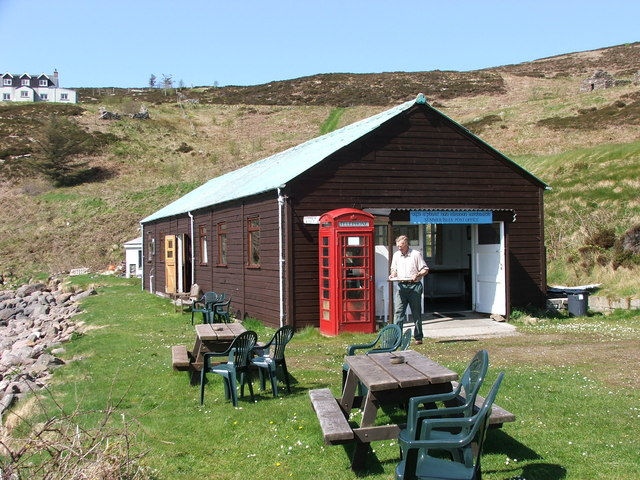
Postamt und Tea room auf Tanera Mòr
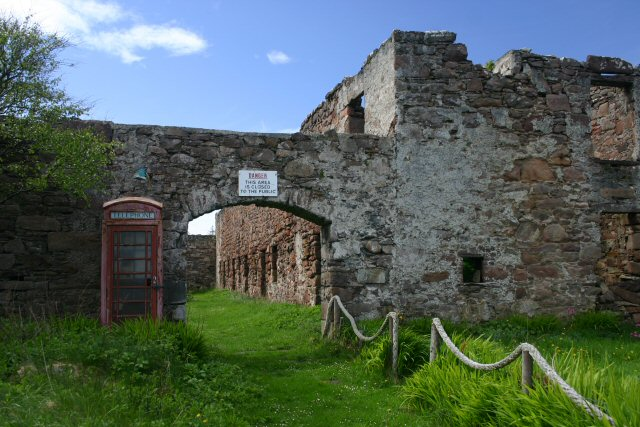
Mittlerweile verfallene Heringsfabrik
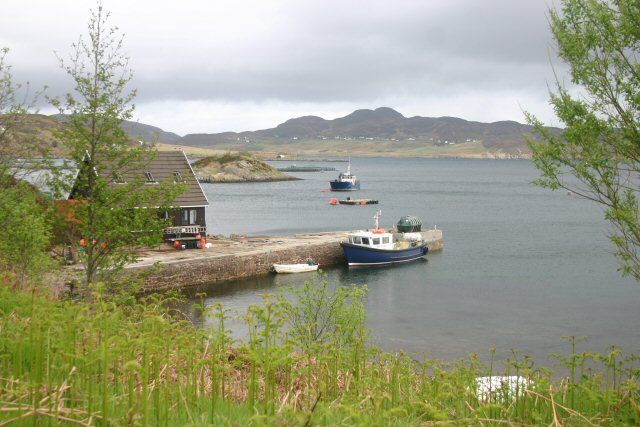
Anlegestelle bei Garadheancal mit Blick nach Nordost zum Festland bei Achiltibuie
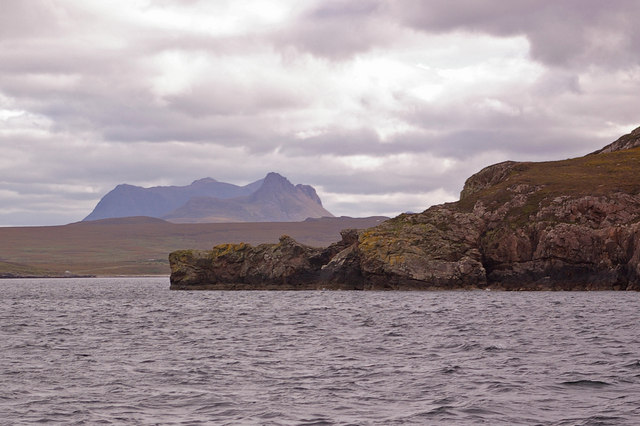
Blick in östlicher Richtung über die Nordwestspitze Creag Ard zum Festland und zum Stac Pollaidh
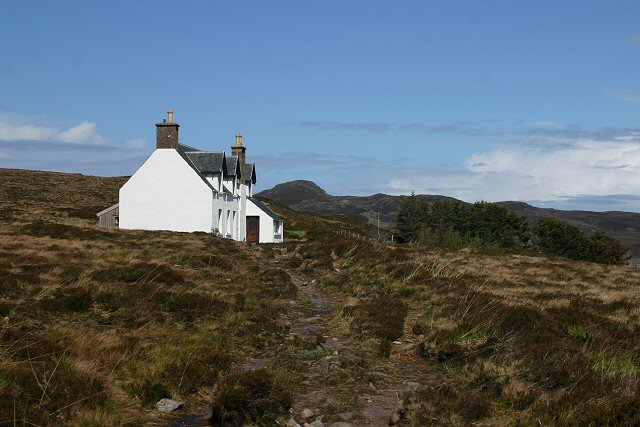
Altes Schulhaus von Tanera Mòr, wird jetzt an Gäste vermietet
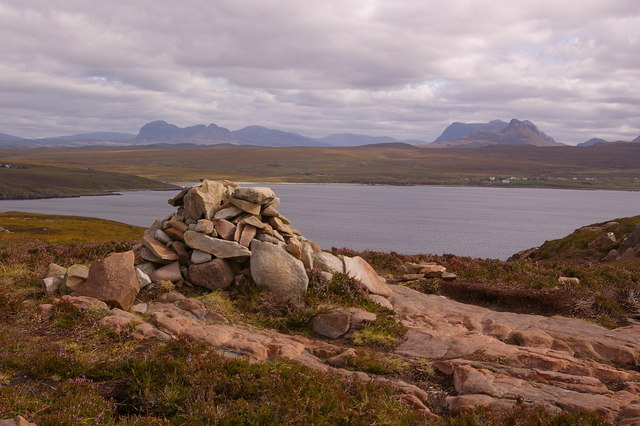
Gipfelerhebung an der Nordspitze mit Steinmännchen – im Hintergrund die Festlandsberge Assynts Suilven, Canisp, Cùl Mòr und Stac Pollaidh